# George A. Goldschlag
George A. Goldschlag oder George August Goldschlag (geboren 14. August 1896 in Berlin; gestorben 29. Juni 1934 ebenda) war ein deutsch-jüdischer Journalist und Lyriker.

## Leben
George August Goldschlag wurde in Berlin als jüngster Sohn des Rechtsanwalts Selig Goldschlag und seiner Frau Martha, geborene Ellenburg, geboren. Er hatte noch drei weitere Brüder. Sein Vater war am Landgericht Berlin tätig und starb bereits 1901.
Goldschlag studierte Kunstgeschichte und veröffentlichte 9 lyrische Werke, darunter City und Hamburg: Monolog einer Stadt.
Sein Neffe war der kanadische Botschafter Klaus Goldschlag.

## Werke
- Hamburg: Monolog einer Stadt
- City. Gedicht
- Eulenspiegel. 1921
- Billardraum im Café
- Gedichte. 1935
- Jetzt und hier: Balladen. 1932
- Zeitzeichen. 1930
- Rot und Grün. 1929
- Biblische Gedichte. 1920